# Platycleis alexandra
Platycleis alexandra är en insektsart som först beskrevs av Boris Petrovich Uvarov 1927.  Platycleis alexandra ingår i släktet Platycleis och familjen vårtbitare. Inga underarter finns listade i Catalogue of Life.